# Caeleb Dressel
Caeleb Remel Dressel, född 16 augusti 1996 i Green Cove Springs, Florida, är en amerikansk simmare.

## Karriär
Vid de olympiska simtävlingarna i Rio de Janeiro 2016 ingick han i de amerikanska lag som vann guld på 4×100 meter medley samt 4×100 meter frisim. På 4×100 meter medley deltog han endast i försöken men tilldelades medalj eftersom USA senare vann finalen.
Vid VM 2017 på långbana blev Dressel och lagkamraterna i USA:s lag världsmästare på 4×100 meter frisim.
Dressel slog amerikanskt rekord vid kortbane-VM 2018 i semifinalen på 50 meter frisim. Han förbättrade rekordet med 8/100 i laget på 4×50 meter fritt, eftersom han hade startsträckan. Vid samma mästerskap deltog Dressel i laget som slog världsrekord på 4×50 meter frisim mixed. I finalen på 100 meter fritt slog han dessutom nationsrekord.
Dressel innehar världsrekordet i 100 meter fjäril. Rekordet, på 49.50 sekunder, sattes under VM semi-finalen på sträckan 2019.

### Olympiska sommarspelen 2020
Vid olympiska sommarspelen 2020 i Tokyo var Dressel en del av USA:s lag som tog guld på 4×100 meter frisim. Övriga i laget var Blake Pieroni, Bowe Becker och Zach Apple. På 100 meter frisim tog Dressel därefter sitt första individuella guld då han i finalen simmade på tiden 47,02, vilket blev ett nytt olympiskt rekord.
I försöksheatet på 100 meter fjärilsim simmade Dressel på 50,39 sekunder, vilket innebar ett nytt olympiskt rekord på distansen (delat rekord med Joseph Schooling). I semifinalen på 100 meter fjäril simmade Dressel på tiden 49,71 sekunder och slog Kristóf Miláks olympiska rekord som endast stod sig i ett par minuter. I finalen simmade Dressel på tiden 49,45 sekunder och tog guld samt förbättrade sitt eget världsrekord.
Dressel simmade därefter i försöksheatet på 50 meter frisim, där han var två hundradelar från det olympiska rekordet. Han tog sig till final på 50 meter fritt och satte där ett nytt olympiskt rekord med tiden 21,07 sekunder. Dressel var även en del av USA:s lag tillsammans med Ryan Murphy, Michael Andrew och Zach Apple som tog guld och satte nytt världsrekord på 4×100 meter medley. Totalt tog Dressel fem guld vid OS 2020, vilket endast fyra simmare tidigare hade gjort vid ett olympiskt spel.

### 2022
I juni 2022 vid VM i Budapest inledde Dressel mästerskapet med att vinna sitt 14:e VM-guld som en del av USA:s kapplag på 4×100 meter frisim. Dagen därpå tog han sitt 15:e VM-guld på 50 meter fjärilsim efter ett lopp på 22,57 sekunder.

### Fotnoter
1. ↑  ”Caeleb Dressel”. swimswam.com. swimswam.com. https://swimswam.com/bio/caeleb-dressel/. Läst 24 juli 2017.
2. ↑  Olympic.org - Caeleb Dressel
3. ↑  ”Men's 4x100m freestyle Budapest 2017”. Arkiverad från originalet den 16 augusti 2017. https://web.archive.org/web/20170816010123/http://www.omegatiming.com/File/Download?id=000111010A0101F704FFFFFFFFFFFF01. Läst 24 juli 2017.
4. ↑  ”2020 Tokyo Olympics: Caeleb Dressel schedule of events, highlights from Tokyo Games”. cbssports.com. 25 juli 2021. https://www.cbssports.com/olympics/news/2020-tokyo-olympics-caeleb-dressel-schedule-of-events-highlights-from-tokyo-games/live/. Läst 29 juli 2021.
5. ↑  ”Swimmer Caeleb Dressel wins men's 100-meter freestyle; Bobby Finke takes gold in 800 free”. espn.com. 28 juli 2021. https://www.espn.com/olympics/story/_/id/31908032/swimmer-bobby-finke-rallies-win-gold-800-meter-freestyle-tokyo. Läst 29 juli 2021.
6. ↑  ”Olympics: Caeleb Dressel Ties Olympic Record, Kristof Milak Second Seed in 100 Fly”. swimmingworldmagazine.com. 29 juli 2021. https://www.swimmingworldmagazine.com/news/olympics-caeleb-dressel-ties-olympic-record-kristof-milak-second-seed-in-100-fly/. Läst 1 augusti 2021.
7. ↑  ”Caeleb Dressel scares own world record in 100m butterfly semifinal”. NBC Olympics. 29 juli 2021. https://www.nbcolympics.com/news/caeleb-dressel-scares-own-world-record-100m-butterfly-semifinal. Läst 1 augusti 2021.
8. ↑  ”Caeleb Dressel wins gold in 100m butterfly with world record time”. olympics.com. 31 juli 2021. Arkiverad från originalet den 31 juli 2021. https://web.archive.org/web/20210731233213/https://olympics.com/tokyo-2020/en/news/caeleb-dressel-wins-men-100m-butterfly-gold. Läst 1 augusti 2021.
9. ↑  ”Olympics: Caeleb Dressel Scares Olympic Record as 50 Free Top Seed”. swimmingworldmagazine.com. 30 juli 2021. https://www.swimmingworldmagazine.com/news/olympics-caeleb-dressel-scares-olympic-record-as-50-free-top-seed/. Läst 1 augusti 2021.
10. ↑  ”Caeleb Dressel smashes Olympic record to win 50m freestyle”. olympics.com. 1 augusti 2021. Arkiverad från originalet den 1 augusti 2021. https://web.archive.org/web/20210801015811/https://olympics.com/tokyo-2020/en/news/caeleb-dressel-smashes-olympic-record-to-win-50m-freestyle. Läst 1 augusti 2021.
11. ↑  ”Team USA break world record to win men's 4x100m medley relay”. olympics.com. 1 augusti 2021. Arkiverad från originalet den 1 augusti 2021. https://web.archive.org/web/20210801063042/https://olympics.com/tokyo-2020/en/news/team-usa-break-world-record-to-win-men-s-4x100m-medley-relay. Läst 1 augusti 2021.
12. ↑  ”Två nya OS-guld för Caeleb Dressel”. svt.se. 1 augusti 2021. https://www.svt.se/sport/simning/tva-nya-os-guld-for-caeleb-dressel. Läst 1 augusti 2021.
13. ↑  ”Swimming. Caeleb Dressel’s United States 4x100m relay world champions”. world-today-news.com. 18 juni 2022. https://www.world-today-news.com/swimming-caeleb-dressels-united-states-4x100m-relay-world-champions/. Läst 19 juni 2022.
14. ↑  ”Dressel grabs 15th world gold as Santos sets age record”. france24.com. 19 juni 2022. https://www.france24.com/en/live-news/20220619-dressel-grabs-15th-world-gold-as-santos-sets-age-record. Läst 19 juni 2022.